# Pierre Alechinsky
Pierre Alechinsky (* 19. říjen 1927, Brusel) je belgický malíř, představitel tašismu, informelu a abstraktního expresionismu.
Vystudoval umění na École Nationale supérieure d’Architecture et des Arts décoratifs de La Cambre v Bruselu, a to obory ilustrace, tisk a fotografie. V roce 1945 potkal Jeana Dubuffeta, který ho seznámil s novými trendy v abstraktním umění a s Art Brut, což ho silně ovlivnilo. Roku 1948 spoluzakládal uměleckého sdružení CoBrA (název byl zkratkou tří měst, odkud pocházeli zakládající umělci: COpenhagen, BRussels a Amsterdam). Skupina odmítla vývoj poválečného evropského malířství a chtěla se inspirovat dětskou malbou a mytologií. V roce 1951 odjel do Paříže. Pod vedením Stanleyho Williama Haytera zde vystudoval klasické rytectví. Roku 1954 měl v Paříži první samostatnou výstavu. V polovině padesátých let Alechinsky navštívil Japonsko. Zde ho silně inspirovala tradiční japonská kaligrafie a tvorba japonské skupiny Gutai. V roce 1983 se Alechinsky stal profesorem malířství na École nationale supérieure des Beaux-Arts v Paříži.